# Sfântul Sava cel Sfințit

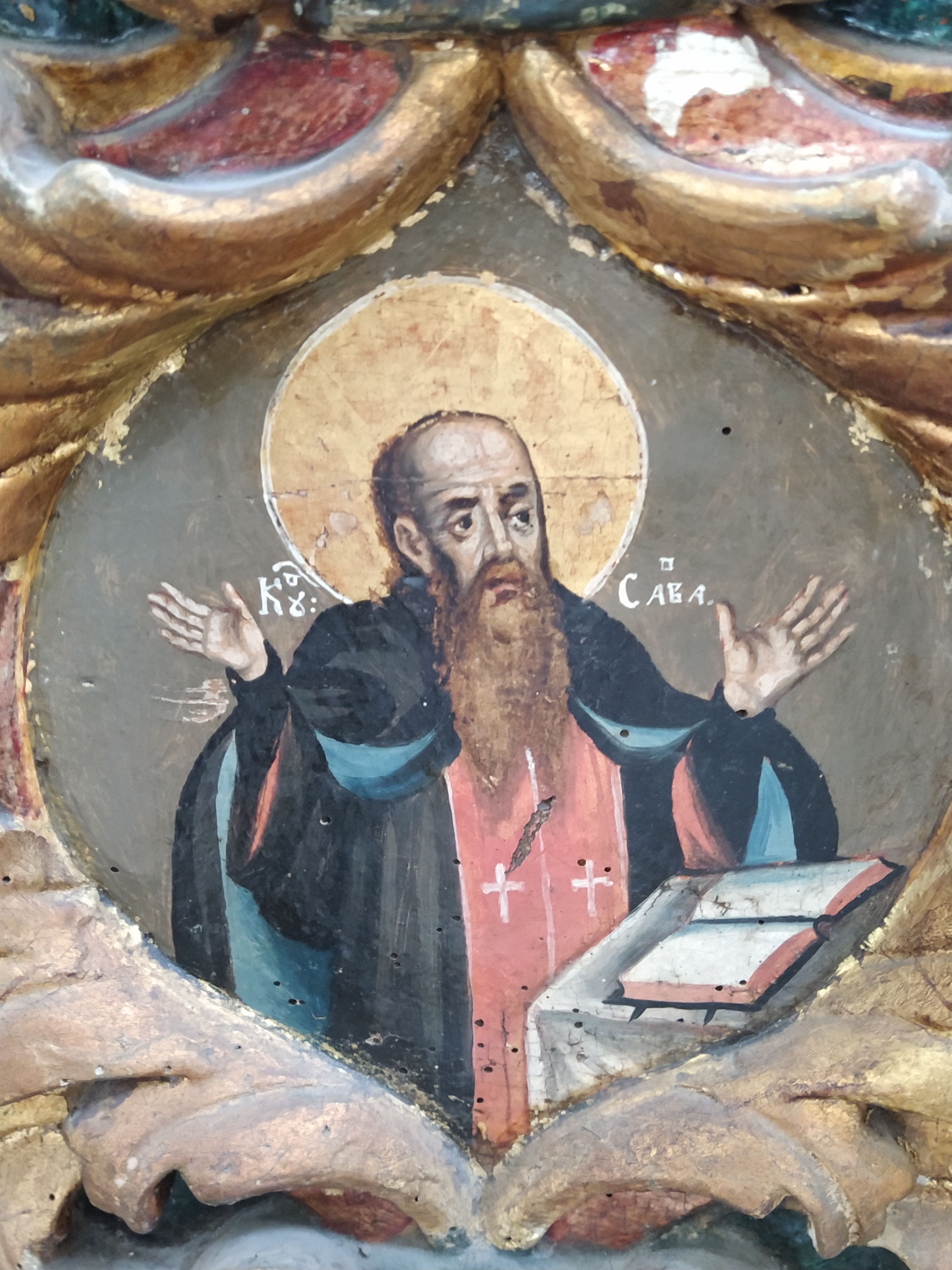
Sfântul Sava cel Sfințit, iconostasul Catedralei din Blaj, secolul al XVIII-lea

Sava cel Sfințit (n. 439 d.Hr., Kayseri, Imperiul Roman de Răsărit – d. 5 decembrie 532 d.Hr., Holy Lavra of Saint Sabbas⁠(d), Cisiordania, Palestina) a fost un călugăr din Palestina, autorul Tipicului cel mare.

### Viața
Sava cel Sfințit s-a născut în Capadocia iar părinții lui se numeau Ioan și Sofia.Viața lui a fost scrisă de un ucenic, Chiril din Schitopolis.
Sfântul Sava este numit „cel Sfințit” pentru că a fost hirotonit preot și îndrumător al sihaștrilor din Palestina.

### Tipicul cel mare
Tipicul ierusalimitean sau palestinian, cum mai este cunoscut, reprezintă o lucrare de referință în domeniul liturgic ce reglementează rânduielile slujbelor. Tipicul Sfântului Sava a fost introdus la mănăstirea condusă de acesta în jurul anului 524. Această lucrare este consultată de toate Bisericile Ortodoxe autocefale atunci când se alcătuiește calendarul pe noul an bisericesc și nu numai.
În Biserica Romano-Catolică este folosit în rânduiala din Liturghia orelor.

### Moștenire

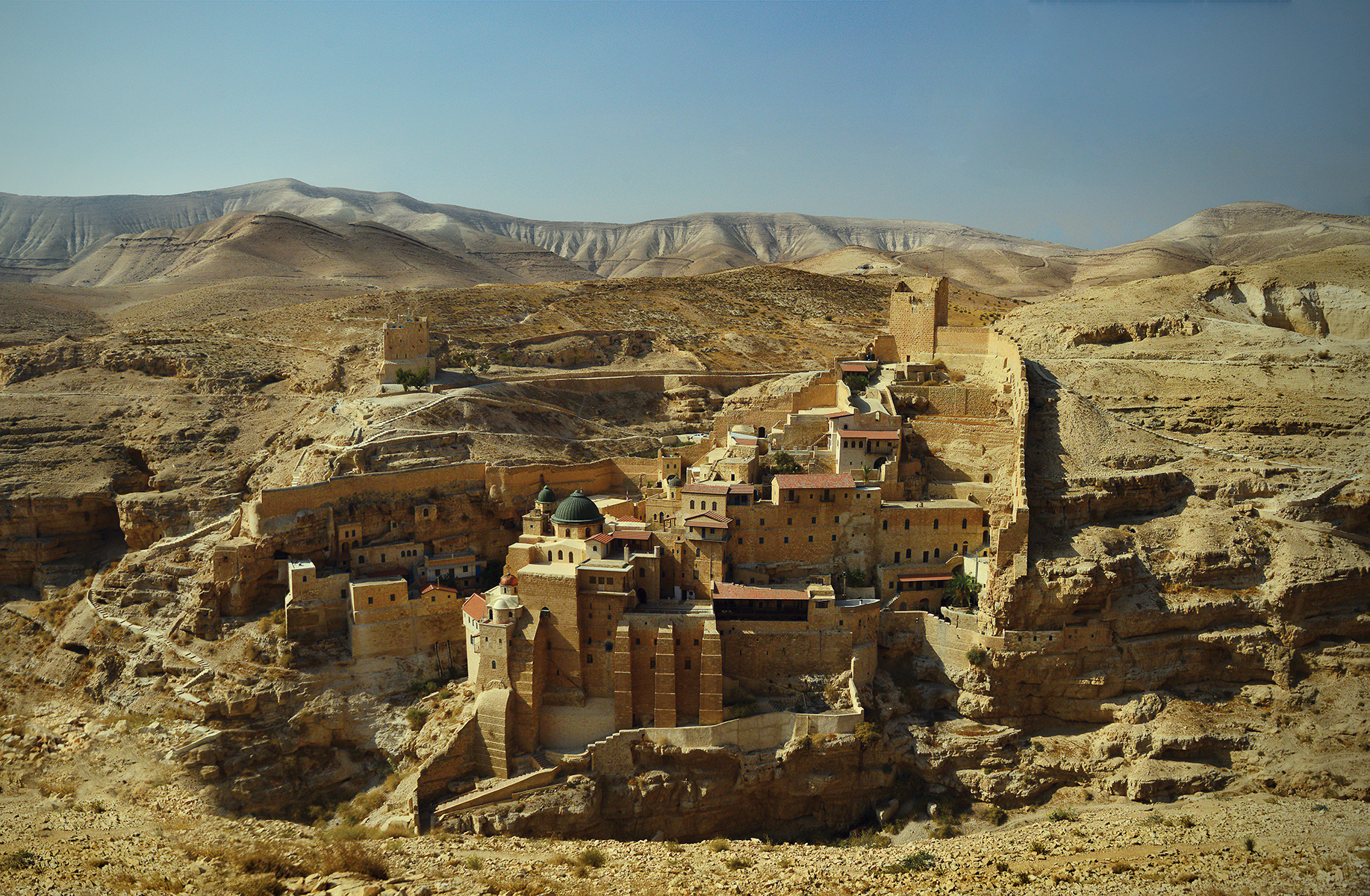
Mănăstirea Sf. Sava, Palestina

În anul 584 moaștele Sfântului Sava au fost găsite nestricate și răspândind bună mireasmă. În timpul năvălirilor arabe acestea au fost mutate la Constantinopol, iar după Cruciada a patra (1204), au fost duse la Veneția. În anul 1965 moaștele Sfântului Sava au fost aduse din nou în Mănăstirea Sf. Sava, din Țara Sfântă, unde se află, întregi, până astăzi.
De-a lungul timpului numeroase biserici și instituții îi poartă numele.
În România
Biserica Sfântul Sava din Iași
Colegiul Național „Sfântul Sava” din București
Spitalul Sf. Sava cel Sfințit
În lume:
Mănăstirea Sf. Sava din Palestina
San Saba, Rome
Biserica din Mănăstirea Sapara, Georgia